# Cox's Cove
Cox's Cove is een gemeente (town) in de Canadese provincie Newfoundland en Labrador. De gemeente ligt aan de westkust van het eiland Newfoundland.

## Geschiedenis
In 1969 werd het dorp een gemeente met de status van local government community (LGC). In 1980 werden LGC's op basis van de Municipalities Act als bestuursvorm afgeschaft. De gemeente werd daarop automatisch een community om een aantal jaren later uiteindelijk een town te worden.

## Geografie
Cox's Cove is de enige gemeente aan Middle Arm, een 17 km lange zij-arm van de Bay of Islands, een grote baai aan Newfoundlands westkust. De gemeente ligt op het eindpunt van Route 440 op 20 km ten noordnoordwesten van de stad Corner Brook.

## Demografie
In 1951 telde Cox's Cove 514 inwoners. In de daaropvolgende jaren groeide de bevolkingsomvang van de plaats in sneltempo aan met een piek van ruim 1000 inwoners in 1976. Na een decennium van stagnering begon het inwoneraantal echter te dalen. Sinds 2006 ligt de bevolkingsomvang vrij stabiel rond de 650 inwoners.
- Bron: Statistics Canada (1951–1986[1], 1991–1996[3], 2001–2006[4], 2011–2016[5], 2021[6])